# 岸本純幸
岸本 純幸（きしもと すみゆき、1945年8月24日 - 2025年5月7日）は、日本の実業家。JFEエンジニアリング代表取締役社長兼最高経営責任者を務めた。

## 人物・経歴
北海道名寄市出身。1970年北海道大学大学院工学研究科修了、日本鋼管入社。1991年日本鋼管福山製鉄所製銑部長。1995年日本鋼管福山製鉄所原価総括部長。1997年日本鋼管取締役福山製鉄所副所長に昇格。1999年日本鋼管常務取締役福山製鉄所長。2000年日本鋼管執行役員専務。2002年日本鋼管代表取締役執行役員副社長。2003年JFEスチール代表取締役副社長。2005年JFE物流代表取締役社長。2008年からJFEエンジニアリング代表取締役社長兼CEOを務め、一般職の廃止を行うなどした。2014年JFEエンジニアリング取締役相談役に退き、同年取締役から退任した。2015年北海道ふるさと応援大使。趣味は釣り。
2025年5月7日、肝臓がんのため死去。79歳没。